# Wilhelm Victor Alfred Tepe

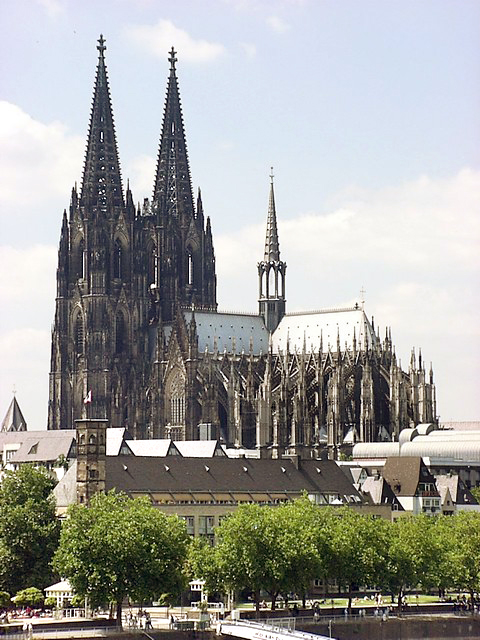
Catedral de Colonia, donde Tepe trabajó desde 1865 hasta 1866. Recibió capacitación en el trabajo para la arquitectura eclesial.

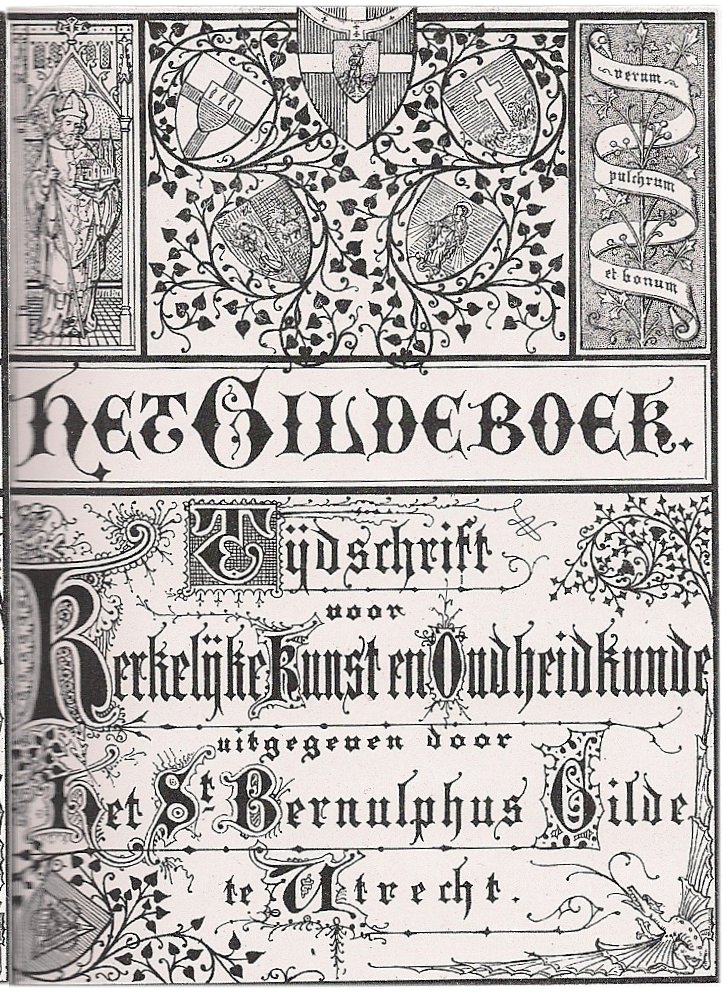
The Guild Book revista de arte eclesiástico y antigüedades publicada por Guild Book of Saint-Bernulphus, c. 1881

 Wilhelm Victor Alfred Tepe  (Ámsterdam, 24 de  noviembre de  1840 - Düsseldorf, 23 de  noviembre de  1920) fue un destacado arquitecto neerlandés, considerado el representante más importante e influyente de la arquitectura neogótica en los Países Bajos durante el siglo XIX  después de Cuypers (1827-1921). Diseñó y construyó muchas iglesias y otros edificios, especialmente en el territorio de la arquidiócesis de Utrecht.
Tepe fue un miembro clave del Gremio de San Bernulfo, una sociedad secreta y sindicato neerlandés. Construyó y remodeló principalmente en ladrillo y usó la piedra natural solo en la última parte de su carrera. Trabajo principalmente como arquitecto de iglesias principalmente para la iglesia católico. Su estilo fue continuado por otros futuros arquitectos.

## Biografía

### Primeros años
Tepe era hijo de inmigrantes alemanes y nació en Ámsterdam el 24 de noviembre de 1840. Su padre, Friederich Anton Tepe, era un comerciante textil. El nombre de su madre era Maria Anna Sternenberg.
Tepe creció y recibió su educación primaria en la ciudad de Delft, en la provincia de Holanda Meridional. Después de graduarse en 1858 del gimnasio Saint Willibrordus en Katwijk, fue por primera vez a Saint Willibrord College en la ciudad de Katwijk en el Rin (Holanda Meridional). Luego, de 1861 a 1864 estudió construcción en la universidad de la Bauakademie en Berlin, pero no quedó contento con la formación, que se centró principalmente en el clasicismo. En su tiempo libre, estudió arquitectura medieval, especialmente la obra del arquitecto y experto francés Eugène Viollet-le-Duc en la arquitectura gótica. Posteriormente, Tepe fue a Münster, en el oeste de Alemania, para realizar estudios matemáticos.

### Carrera
El primer trabajo serio de Tepe en su carrera fue cuando se unió a uno de los principales arquitectos neogóticos de Alemania, Vincenz Statz, que entonces trabajaba en Colonia. Allí, desde 1865 hasta 1866, participó en la finalización de la catedral de Colonia. Tepe luego viajó por un corto tiempo con Statz y finalmente regresó a Ámsterdam en 1867. Mientras estaba allí conoció a Gerard van Heukelum, entonces capellán de la catedral de Santa Catalina en Utrecht. En 1871, Tepe se mudó a Utrecht y comenzó a trabajar para Heukelum, que se había convertido en arquitecto y fundó el Gremio de San Bernulfo. Tepe recibió algunas encargos de Heukelum para escuelas y rectorías de aldeas.
Se casó en 1870 con Maria Josepha Savels quien le dio dos hijos, luego se mudó a Utrecht en 1872, donde se convirtió en uno de los principales protagonistas del gremio St. Bernulphus, un grupo de eclesiásticos y artistas católicos que aspiraban a revivir la cultura nacional. tradiciones y artesanía en el arte sacro y la arquitectura sacra. Allí se fomenta el arte medieval del Rin y los Países Bajos, siempre con el uso del ladrillo y materiales locales.
Entre 1871 y 1905, Tepe construyó, como miembro clave del Gremio de San Bernulfo, unas setenta iglesias, construidas en ladrillo con poco uso de piedra natural; están construidos siguiendo el modelo de las iglesias góticas tardías del (Nederrijns)  y de Westfalia de los siglos XV y XVI para el exterior de las iglesias en las que estaba trabajando. El interior se confió principalmente a otros artistas, preferentemente del Gremio de San Bernulfo, como sobre todo el escultor y pintor  Friedrich Wilhelm Mengelberg, el más influyente de los diseñadores de interiores de la Guild, con quien mantuvo un estrecho contacto. Desde 1872, bajo el arzobispo Andreas Ignatius Schaepman, hasta alrededor de 1882, cuando murió el obispo, Tepe tuvo el monopolio virtual del diseño de nuevas iglesias católicas en la región central de la arquidiócesis de Utrecht sin que otros arquitectos de iglesias tuviean la oportunidad de ejercer en esa región. Además de edificios para iglesias, Tepe también diseñó edificios relacionados de una u otra forma con la Iglesia católica, como presbiterios, monasterios, escuelas u orfanatos católicos. Así, el imponente orfanato de Saint-Jérôme en Utrecht (1875-1877) es un ejemplo notable.

#### Estilo arquitectónico
A diferencia de Cuypers, el trabajo de Tepe muestra pocos cambios de estilo, aunque se pueden distinguir cuatro fases en su carrera. Durante la primera fase, que duró de 1871 a 1876, desarrolló su estilo y probó diferentes tipos de iglesias. La segunda fase, de 1876 a 1890, hizo un mayor uso de los ornamentos. Entre 1890 y 1900, Tepe experimentó con cimientos más concentrados, especialmente en forma de iglesias de salón. La Iglesia de San Martín en Bilk, Alemania, construida en 1893 y destruida en 1945, es un ejemplo notable. La cuarta fase, posterior a 1900, muestra un retorno a los diseños anteriores.
Después de 1900, a veces construyó iglesias en Alemania, especialmente después de que algunas de sus obras fueran publicadas en el prestigioso periódico alemán Zeitschrift für christliche Kunst. Diseñó y construyó en un estilo neogótico ligeramente diferente, que regularmente usaba piedra. Por ejemplo, la iglesia que construyó en Bawinkel era en gran parte de piedra arenisca.
Tepe fue principalmente un arquitecto eclesiástico católico. Diseñó orfanatos, monasterios, escuelas y rectorías. No trabajó en edificios públicos y rara vez en edificaciones residenciales. Las obras más importantes de Tepe son San Andreasgasthuis en Utrecht (1873), el Orfanato Católico Romano y Oudeliedengesticht en Utrecht (1875), hogares de ancianos en Utrecht construidos entre 1875 y 1877, y el Mariënburg en Bussum (1889). Muchas de las iglesias católicas que diseñó Tepe tomaron apodos en lugar de sus nombres oficiales, como De Krijberg'', una iglesia de Ámsterdam que diseñó en 1884 y que era oficialmente Franciscus Xaveriuskerk.
Tepe es, en tanto principal artífice del gremio de San Bernulphus, el artífice de una tendencia neogótica claramente reconocible, retomada en particular por J.W. Boerbooms y continuada por Wolter te Riele. El estilo neogótico de esta «escuela de Utrecht», fuertemente inspirado en el gótico del Bajo Rin, es claramente diferente al de la mucho más innovadora «escuela de Ámsterdam» alrededor de Cuypers. Donde, para Cuypers, el gótico era solo el punto de partida de una nueva arquitectura, para Tepe el gótico, y en particular la variante del Bajo Rin, era su única inspiración para el diseño de su iglesia. Las iglesias de Tepe se caracterizan por una construcción simple, casi siempre de tres naves,  y, en lo posible, con torres altas, prefiriendo una torre alta en poniente, incluso para iglesias muy pequeñas. Los exteriores generalmente están desprovisto de adornos, a excepción de las balaustradas típicas del Rin, y están decorado con nichos y pináculos ornamentados sobre gabletes en la fachada. Muy rara vez utilizó arbotantes.

### Vida personal
Tepe se casó con  Maria Josepha Savels Alexandrina el 24 de mayo de 1870. Tuvieron dos hijos. María murió el 13 de julio de 1897. Tepe se volvió a casar el 15 de diciembre de 1904 con  Wilhelmine Margareta Kracht. No hubo hijos de este matrimonio.

### Últimos años
Tepe se mudó a Alemania en 1905 con Kracht y diseñó iglesias allí hasta su muerte en 1920. Murió en Düsseldorf, un día antes de cumplir 80 años.

## Obras importantes

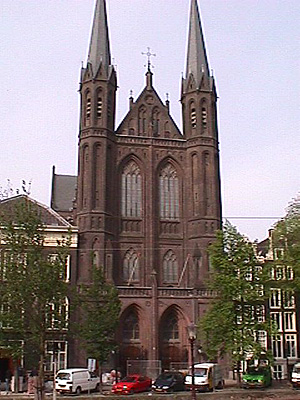
Iglesia de San Francisco Javier en Ámsterdam (1881-1883)

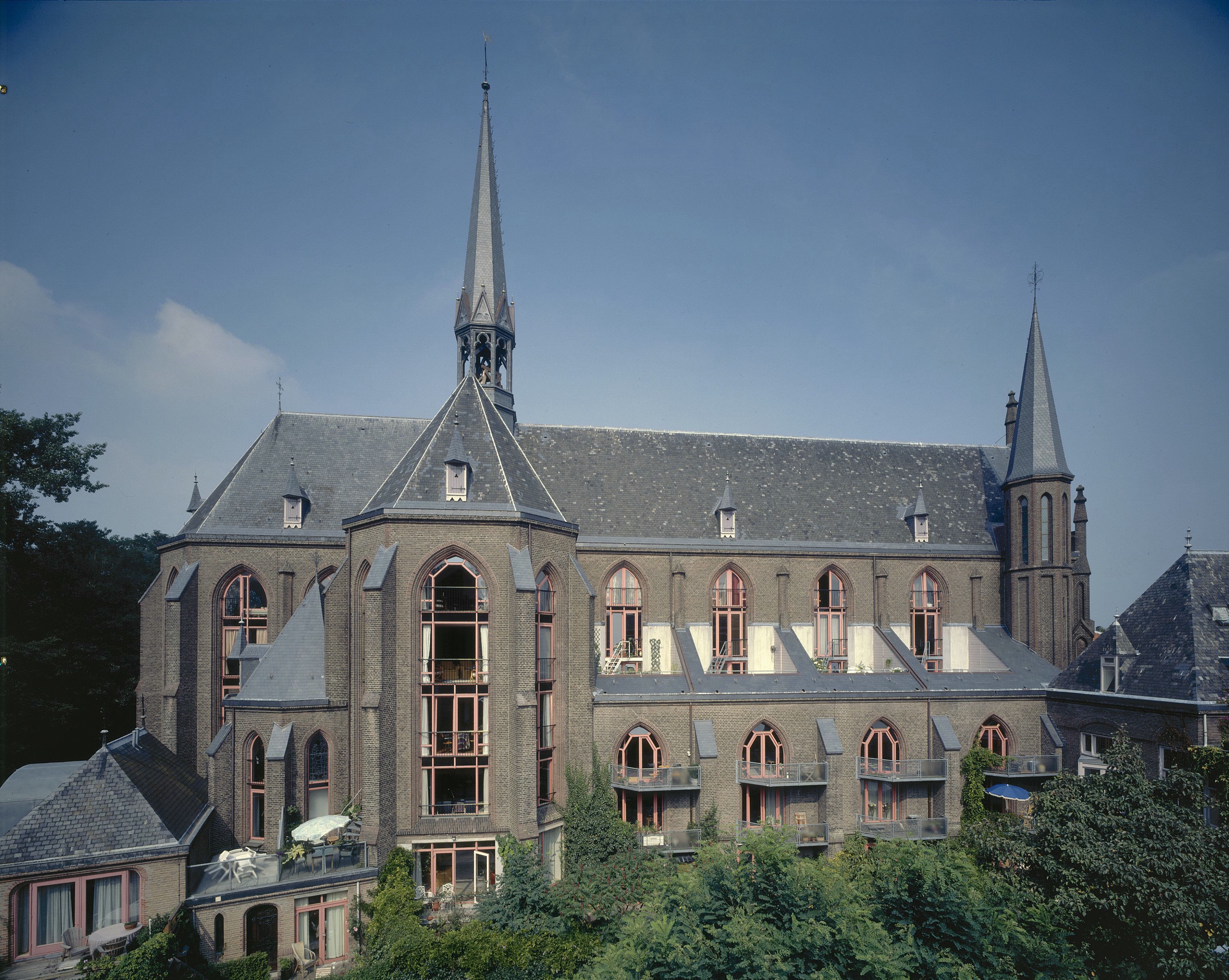
Iglesia de San Martín (Utrecht) (1899-1901), transformada en apartamentos

Las siguientes son las principales iglesias  diseñadas por Tepe.
- 1874-1875: Iglesia de San Nicolás  en Jutphaas;
- 1874-1876: Iglesia de San Martín en Arnhem;
- 1875-1877: St. Jerome, orfanato y hogar de ancianos en Utrecht;
- 1876-1877: Iglesia de  la Santa Cruz en Beesd;
- 1876-1877: Iglesia de San Willibrord en Utrecht;
- 1878-1879: Iglesia de San Miguel en Schalkwijk;
- 1880-1881: Iglesia de San Miguel en Harlingen;
- 1881-1883:  Iglesia de San Francisco Javier (De Krijtberg) en Ámsterdam;
- 1881-1883: Iglesia Saint-Christophe en Schagen;
- 1884-1885: St. Bernulphuskerk en Oosterbeek;
- 1885-1887: Iglesia de San Nicolás en IJsselstein;
- 1891-1892: Basílica de la Exaltación de la Cruz  (Basiliek van de Heilige Kruisverheffing) en Raalte;
- 1898: Iglesia de San Cecil en Neede (demolida en 1951);
- 1899: Iglesia de San Pedro y San Pablo en Everdingen;
- 1899-1901: Iglesia de San Martín en Utrecht (transformada en apartamentos);
- Bredevoort, Iglesia Saint-Georges
- 's-Heerenberg, Iglesia San Pancracio
- Kilder, Iglesia de San Juan
- Wijnbergen, escuela primaria con un hastial saliente
- Zevenaar, torre de la Iglesia de San Andrés

### Otros ejemplos

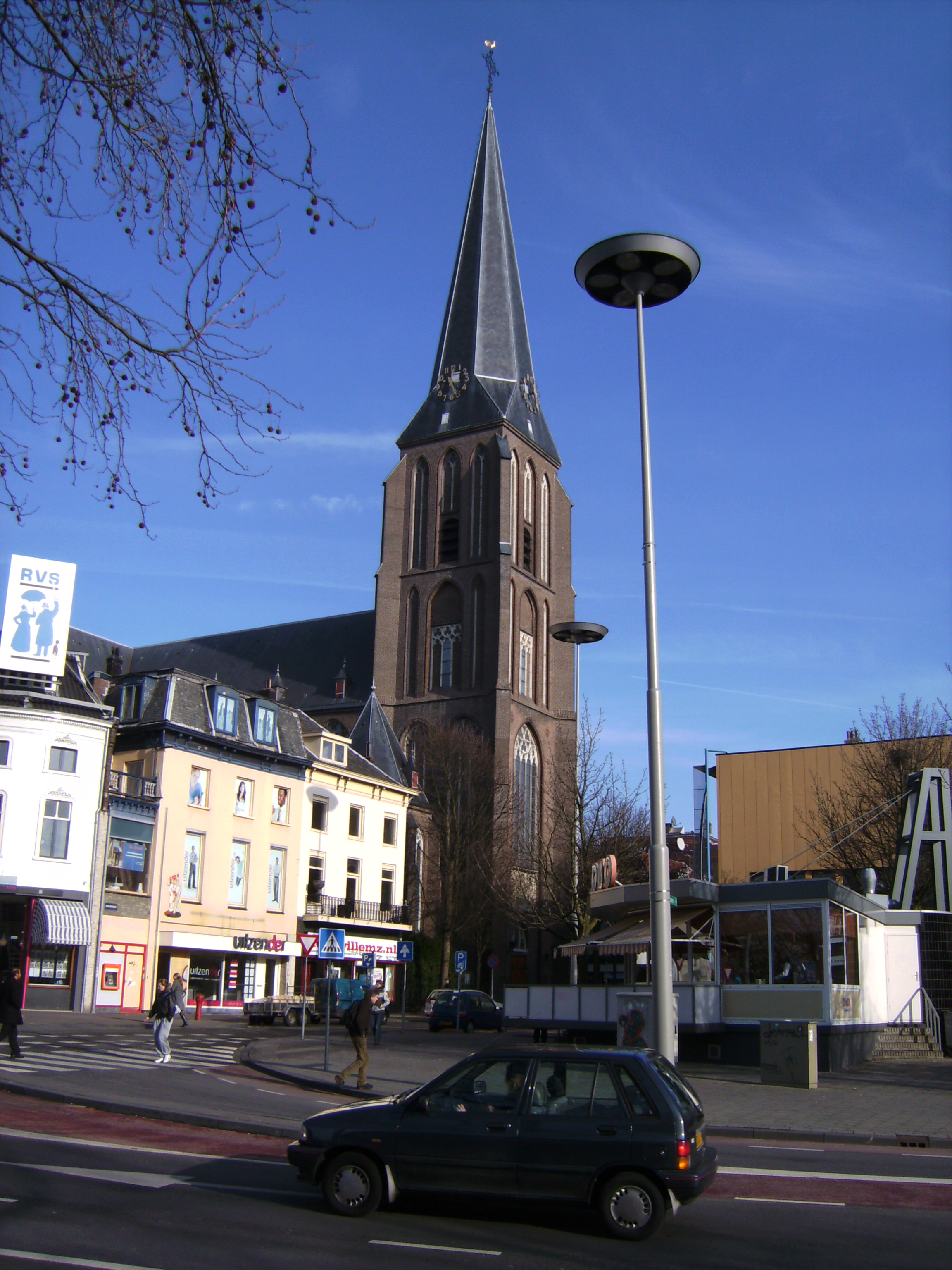
Iglesia de San Martín en Arnhem (1874-1876)
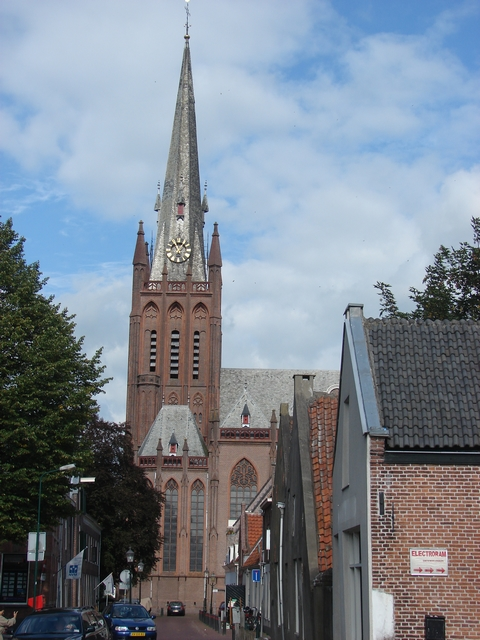
Iglesia de San Nicolás en IJsselstein (1885-1887)
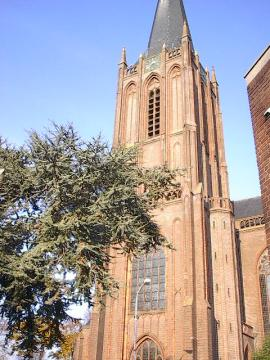
Basílica de la Exaltación de la Cruz en Raalte (1891-1892)
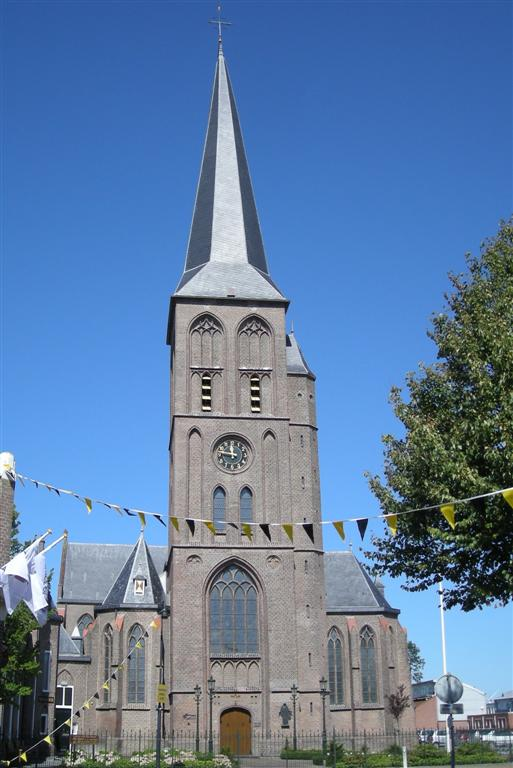
Iglesia de San Werenfridus en Workum
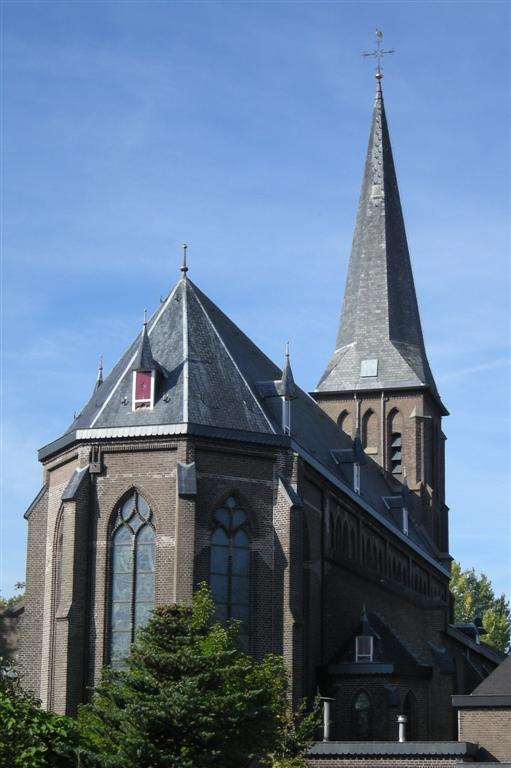
St. Ludgeruskerk en Balk
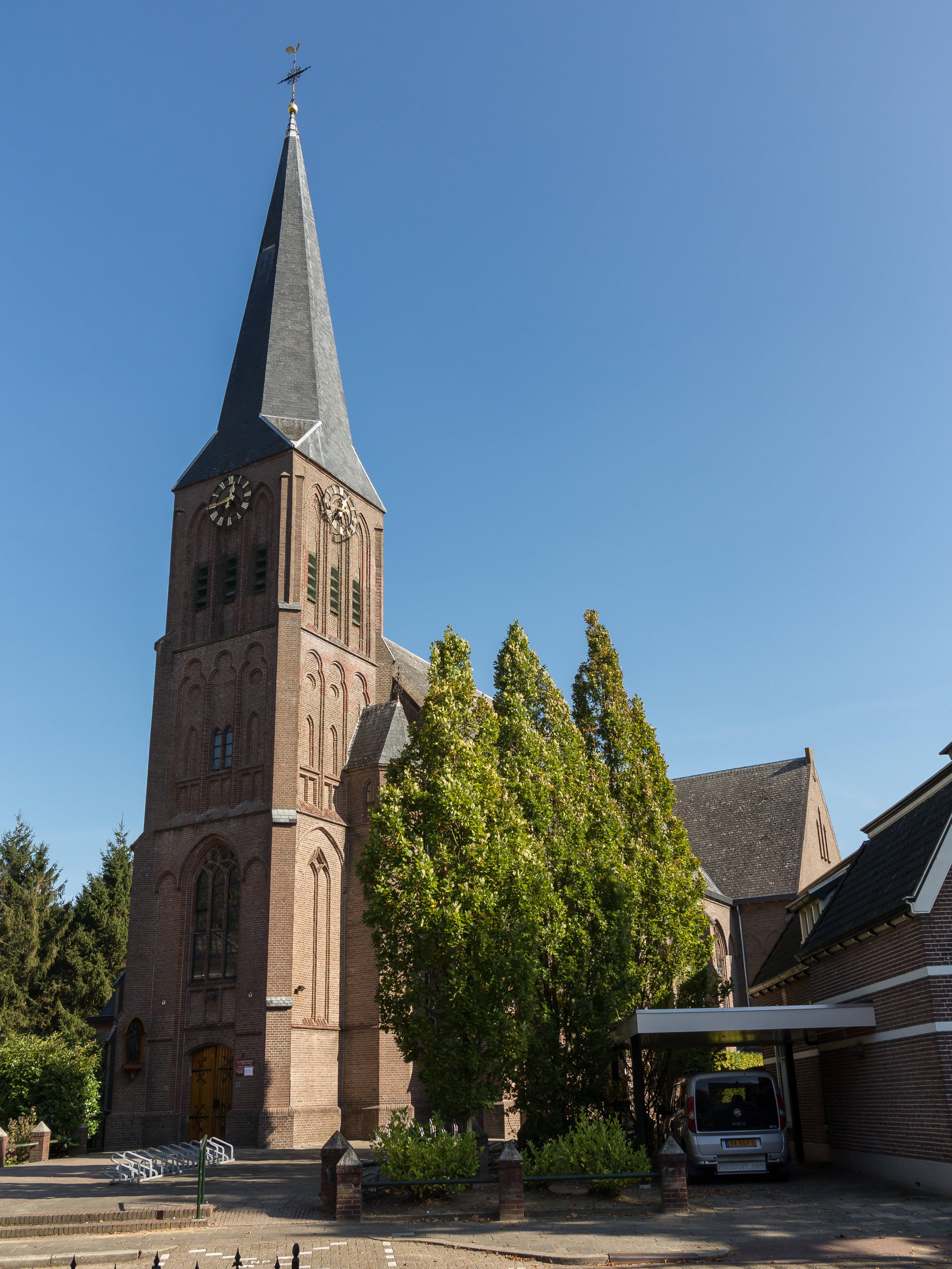
Iglesia de San Nicolás de Hellendoorn
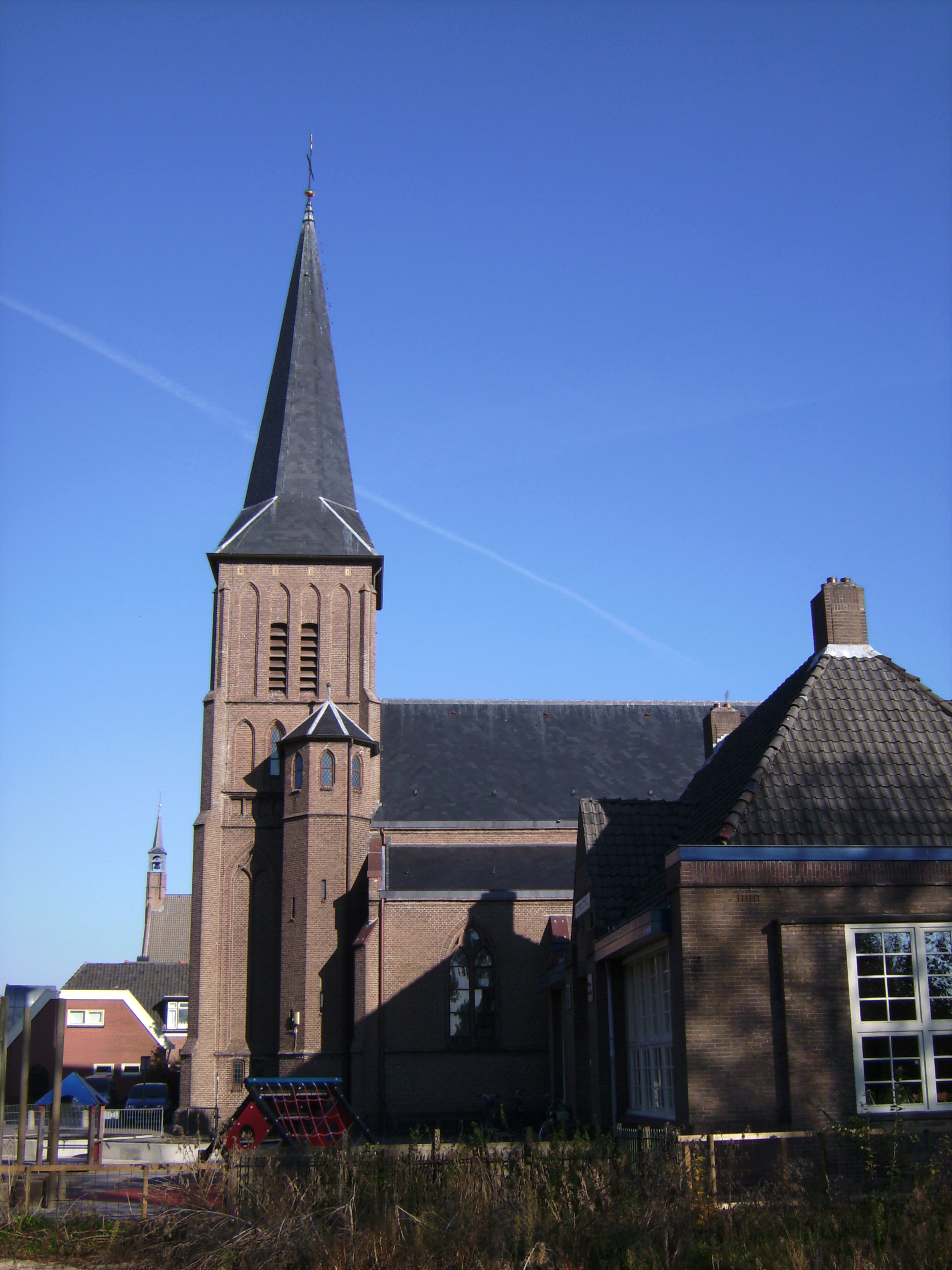
Iglesia de San Clemente de Steenwijk
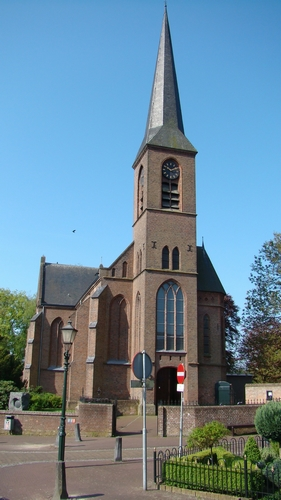
Iglesia de San Gregorio en Bredevoort
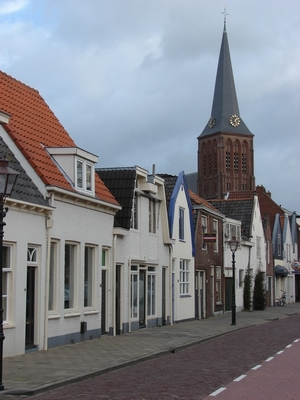
Iglesia del Sagrado Corazón de Maarssen
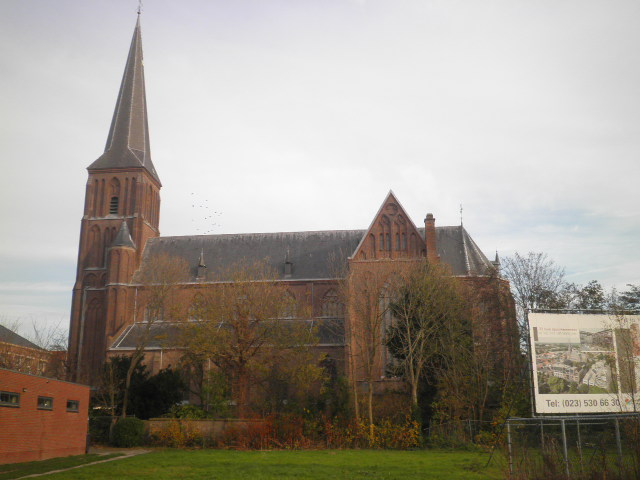
Iglesia del Sagrado Corazón de Schagen